# Art TV
Art TV (en serbe cyrillique : Арт ТВ) est une chaîne de télévision locale serbe dont le siège est à Belgrade, la capitale du pays. Elle est spécialisée dans le domaine des arts et de la culture au sens large du terme.

## Présentation
Créée en 1991, Art TV a diffusé son premier programme le 31 juillet 1992. Émettant dans la région de Belgrade et jusqu'à Novi Sad, elle peut être reçue par environ 3 500 000 personnes.
La chaîne s'intéresse au cinéma, au théâtre, à la musique, aux arts visuels et appliqués, à la science et à l'éducation. Elle fait une large place à l'actualité culturelle.